# Heterusia maculata
Heterusia maculata är en fjärilsart som beskrevs av Paul Dognin 1907. Heterusia maculata ingår i släktet Heterusia och familjen mätare. Inga underarter finns listade i Catalogue of Life.